# Дварим Рабба
«Дварим Рабба», или «Дебарим рабба» (ивр. דברים רבה‎, «Великий (комментарий к книге) Второзаконие»), — аггадический мидраш (ветхозаветный трактат) или гомилетический комментарий к Книге Второзаконие. В отличие от «Берешит Рабба», Мидраш на Второзаконие, который был включён в коллекцию Мидраш Раббот (Великих мидраш) в обычных изданиях, не содержит работы комментариев к тексту Библии, а двадцать пять полных, независимых проповедей.